# Puccinia aletridis
Puccinia aletridis är en svampart som beskrevs av Berk. & M.A. Curtis 1874. Puccinia aletridis ingår i släktet Puccinia och familjen Pucciniaceae.   Inga underarter finns listade i Catalogue of Life.